# Białe pustkowia
Białe pustkowia (ang. White Wilderness) – amerykański film dokumentalny z 1958 roku w reżyserii i na podstawie scenariusza Jamesa Algara.

## Obsada
- Winston Hibler narrator

## Nagrody
| Rok              | Kategoria                                                                           | Uwagi     |
| Oscar            | Oscar                                                                               | Oscar     |
| ---------------- | ----------------------------------------------------------------------------------- | --------- |
| 1959             | Najlepszy pełnometrażowy film dokumentalny (Ben Sharpsteen)                         | Wygrana   |
| 1959             | Najlepsza muzyka w dramacie lub komedii (Oliver Wallace)                            | Nominacja |
| Złoty Niedźwiedź |                                                                                     |           |
| 1959             | Najlepszy film dokumentalny (James Algar)                                           | Wygrana   |
| BAFTA            |                                                                                     |           |
| 1960             | Nagroda im. Roberta Flaherty'ego dla najlepszego filmu dokumentalnego (James Algar) | Nominacja |

## Kontrowersje
Film miał istotny udział w popularyzacji mitu o „masowych samobójstwach” lemingów, ukazując sceny masowej migracji tych zwierząt zakończone ich stadnym rzucaniem się z urwiska do morza. W rzeczywistości sceny te zostały przez twórców sfabrykowane, co udowodniono po 24 latach. W maju 1982 r. kanadyjska telewizja CBC w cyklu The fifth estate (Piąta władza, program typu śledczego), wyemitowała film Cruel Camera (Okrutna kamera), przedstawiający okrucieństwa wobec zwierząt w przemyśle rozrywkowym. W filmie wykazano, że sceny przedstawione w Białych pustkowiach były zaaranżowane: film nie był kręcony w Norwegii, lecz w kanadyjskim stanie Alberta, gdzie nie występują lemingi; sfilmowane gryzonie kupiono nad Zatoką Hudsona i przywieziono do Calgary; przedstawiona wielka migracja była jedynie zręcznym montażem wielu ujęć wciąż tych samych kilkudziesięciu zwierząt, zaś w kluczowej scenie „masowego samobójstwa” lemingi nie zeskakiwały z urwiska, ale były z niego zrzucane.